# Mörttjärnarna (Björna socken, Ångermanland, 709830-162528)
Mörttjärnarna är en sjö i Örnsköldsviks kommun i Ångermanland och ingår i Gideälvens huvudavrinningsområde.